# Syacium latifrons
Syacium latifrons е вид лъчеперка от семейство Paralichthyidae. Видът не е застрашен от изчезване.

## Разпространение и местообитание
Разпространен е в Гватемала, Еквадор, Колумбия, Коста Рика, Мексико, Никарагуа, Панама, Перу, Салвадор и Хондурас.
Среща се на дълбочина от 1,8 до 100 m, при температура на водата от 14,2 до 17 °C и соленост 34,8 – 34,9 ‰.

## Описание
На дължина достигат до 28 cm.